# Метод нечёткой кластеризации C-средних
Метод нечёткой кластеризации C-средних (англ. fuzzy clustering, soft k-means, c-means) позволяет разбить имеющееся множество элементов мощностью {\displaystyle N} на заданное число нечётких множеств {\displaystyle k}. Метод нечеткой кластеризации C-средних можно рассматривать как усовершенствованный метод k-средних, при котором для каждого элемента из рассматриваемого множества рассчитывается степень его принадлежности (англ. responsibility) каждому из кластеров.
Алгоритм был разработан J.C. Dunn в 1973 и улучшен J.C. Bezdek в 1981.
Алгоритм:
1. Задать случайным образом {\displaystyle k} центров кластеров {\displaystyle c_{j}\ ,\ j=1..k};
2. Рассчитать матрицу принадлежности элементов к кластерам {\displaystyle r}. В случае нормального распределения: {\displaystyle r_{ij}={\frac {{\mathcal {N}}(d(x_{i},c_{j})|\mu =0,\sigma )}{\displaystyle \sum _{j}^{k}{\mathcal {N}}(d(x_{i},c_{j})|\mu =0,\sigma )}}}, где {\displaystyle x_{i}}— {\displaystyle i}-й элемент множества, {\displaystyle c_{j}}— центр кластера {\displaystyle j}, {\displaystyle d(x_{i},c_{j})} — расстояние между точками {\displaystyle x_{i}} и {\displaystyle c_{j}}, {\displaystyle {\mathcal {N}}}— плотность вероятности нормального распределения в точке {\displaystyle d(x_{i},c_{j})}.
3. Переместить центры кластеров {\displaystyle c_{j}\leftarrow {\frac {\displaystyle \sum _{i}r_{ij}x_{i}}{\displaystyle \sum _{i}r_{ij}}}};
4. Рассчитать функцию потерь (например, исходя из принципа максимального правдоподобия). В случае нормального распределения функция потерь будет равна: {\displaystyle J=\displaystyle \sum _{j}^{k}\sum _{i}^{N}d(x_{i},c_{j})^{2}r_{ij}};
5. Если значение функции потерь уменьшается, то повторить цикл с п.2.

Метод нечеткой кластеризации C-средних имеет ограниченное применение из-за существенного недостатка — невозможность корректного разбиения на кластеры, в случае когда кластеры имеют различную дисперсию по различным размерностям (осям) элементов (например, кластер имеет форму эллипса). Данный недостаток устранен в алгоритмах Mixture models и GMM (Gaussian mixture models).